# Ferdinand Walsin-Esterhazy
Marie-Charles-Ferdinand Walsin-Esterhazy (Párizs, 1847. december 16. – Harpenden, Hertfordshire, 1923. május 21.) francia katonatiszt, áruló, kém. Jelentős szerepet játszott a Dreyfus-ügyben.

## Élete
Walsin-Esterhazy, aki Esterhazy grófnak adta ki magát, az 1866-os osztrák-porosz háborúban az osztrák császári seregben katonáskodott. 1869-ben IX. Piusz pápa római légiójában szolgált. 
1892-ben belépett a francia reguláris hadseregbe, miután több évig az Idegenlégióban szolgált. Súlyosan eladósodott és pénzért francia katonai terveket, titkokat adott el a német hadvezetésnek. Miután 1894-ben Alfred Dreyfust perbe fogták és kémkedés miatt elítélték, Georges Picquart alezredes, a francia hadsereg kémelhárítási részlegének vezetője gyanút fogott, mert a Dreyfusnak tulajdonított dokumentumokon felismerte Esterhazy kézírását. 1897-ben Esterhazyt hadbíróság elé állították, ám felmentették a kémkedés vádja alól. 
Később, amikor Franciaországban megerősödött a Dreyfus-ügy újratárgyalását követelő mozgalom, Esterhazy pánikba esett és először Belgiumba, majd Londonba szökött. Később maga ismerte el, hogy kémkedett a németeknek. Angliában „Comte de Voilemont” álnéven fordítóként és íróként dolgozott haláláig.

## Játékfilm
- A Dreyfus-ügy (L’Affaire Dreyfus) : Yves Boisset 1995-ös televíziós játékfilmje; Walsin-Esterhazy szerepében: Pierre Arditi.
- Tiszt és kém – A Dreyfus-ügy (J'accuse) : Roman Polański 2019-es francia-olasz történelmi drámája; Walsin-Esterhazy szerepében: Laurent Natrella.